# Валі Рац
Валі Рац (угор. Rácz Vali, нар. 25 грудня 1911, Гьоле, Угорщина — 12 лютого 1997, Мюнхен, Німеччина) — угорська співачка та актриса театру і кіно, улюблениця угорської публіки.
Закінчила Музичну академію Ференца Ліста в Будапешті у 1932 році. У 1933-1934 роках грала в Міському театрі, згодом в Угорському театрі. З 1936 року співала в «Terézkörúti Színpad» і протягом трьох років у Міському театрі. Після 1945 року вона була членом Royal Revue-theatre, Medgyaszay Theatre, а потім Kamara Varieté. Вона знялася у сімнадцяти фільмах, але в першу чергу відома як співачка, даючи сольні концерти в концертному залі Музичної академії і Vigado, а також регулярно виступала в нічному клубі «Hangli Kioszk». Покинула Угорщину з чоловіком Пітером Галасом і двома дітьми — Монікою і Валером під час Угорської революції 1956 року. Вона жила в Нью-Йорку, потім в Лондоні, а в 1975 році оселилася в Мюнхені, Німеччина. 25 травня 1992 року удостоєна звання Праведник світу в Єрусалимі, за порятунок життя євреїв під час Голокосту. Вона померла у віці 85 років в 1997 році.

## Фільмографія
- «Міст життя» (1955, «Az élet hídja»)
- «Пікнік» (1943, «Majális»)
- «Bajtársak» (1942)
- «Annamária» (1942, виконавиця пісні)
- «Дочка ночі» (1942, «Az éjszaka lánya»
- «Gyávaság» (1942, виконавиця пісні)
- «Éjfélre kiderül» (1942)
- «Bünös vagyok!» (1942)
- «Магдалина» (1942, «Magdolna»)
- «Három csengö» (1941)
- «Hazafelé» (1940)
- «Дві дівчини» (1939, «Két lány az utcán»)
- «Karosszék» (1939)
- «Öt óra 40» (1939)
- «Топринське весілля» (1939, «Toprini nász»
- «A leányvári boszorkány» (1938)
- «Pókháló» (1936)